# La settima piaga
La settima piaga (The Seventh Plague) è un romanzo thriller di James Rollins, pubblicato nel 2016. È il dodicesimo episodio dedicato dall'autore alla serie Sigma Force.
Il libro è stato tradotto in russo, polacco, francese, tedesco, italiano e altre lingue.

## Trama
Antefatto: anno 1324 a.c. Una sacerdotessa egizia, custode di un segreto importante per l'intera umanità, si lascia rinchiudere in una tomba scavata nella roccia e riproducente un corpo umano. Ella è l'ultima custode a farsi murare e bruciare in questo modo, dopo aver seguito un cammino di mummificazione in vita. Il suo posto d'onore è una nicchia ricavata proprio nel cuore di quel corpo umano... 
Oggi: il ritrovamento del corpo del professor Harold McCabe, scomparso in Sudan durante le sue ricerche sull'antico Egitto, desta sconcertanti domande su come sembri mummificato ancora da vivo. Ma aprendone il cranio, i medici trovano un cervello luminescente, dal quale però si spigiona un virus letale che si diffonde inesorabilmente... È coinvolta anche una vecchia amica di Painter Crowe, Safia al-Maaz, esperta egittologa del British Museum di Londra, che viene rapita e per salvare la quale, Painter con Kate Bryant si recherà al Polo Nord, alla stazione Aurora. Qui scoprirà che il figlio del prof. McCabe, Rory, è complice del rapimento di Safia e che è in atto un progetto di utilizzare quel virus secondo una esasperata lettura del diario di Nikola Tesla. Nel frattempo il resto della Sigma, guidata da Grayson Pierce e con la figlia del prof. McCabe, concentra le proprie ricerche in Africa, trovando una misteriosa ricostruzione del corpo umano scavata nella roccia e dove evidentemente c'è la cura per l'epidemia in corso.

## Edizioni in italiano
- James Rollins, La settima piaga: romanzo, traduzione di Paolo Falcone, Milano: Nord, 2017
- James Rollins, La settima piaga: romanzo, traduzione di Paolo Falcone, Milano: Tea, 2019